# US Colomiers
Union Sportive Colomiers Football, kortweg US Colomiers, is een Franse voetbalclub uit Colomiers.
De club werd in 1932 opgericht. Na twintig seizoenen in de Division Honneur, kwam US Colomiers in 2007 voor het eerst uit in de CFA 2. Daarin werd de club derde in haar poule maar werd door het wegvallen van andere promovendi in 2008 toegevoegd aan de CFA. In 2013 won Colomiers haar poule in de CFA en speelde één seizoen in het Championnat National. In 2022 degradeerde de club naar de Championnat National 3. 
US Colomiers speelt in het Stade Bertrand Andrieux dat plaats biedt aan 1200 toeschouwers. Ook wordt soms gebruikgemaakt van het rugbystadion Stade Michel-Bendichou dat plaats biedt aan 11000 toeschouwers en gebruikt wordt door Colomiers rugby (van 1915 tot 2008 Union sportive Colomiers rugby). 